# 何觀 (西晉)
何觀（?—?），字巨忠，蜀郡郫人，西漢司空何武後代。西晉官員。
何觀察孝廉後，先後擔任西都縣縣令、南安縣縣令，平西将军長史。張昌在荊州發動叛亂，一路勢如破竹。叛軍來到江陽後，平西將軍羅尚推薦何觀擔任安遠護軍前去討伐張昌，何觀順利討平張昌。後來朝廷讓他擔任巴郡太守。不久朝廷又想讓他擔任寧州刺史，結果此時何觀因病去世。